# Contea di Wakulla
La contea di Wakulla (in inglese Wakulla County) è una contea della Florida, negli Stati Uniti. Il suo capoluogo amministrativo (l'unico a non essere incorporato tra tutti quelli della Florida) è Crawfordville.

## Geografia fisica
La contea ha un'area di 1,906 km² di cui il 17,54% è coperta d'acqua. Confina con:
- Contea di Leon - nord
- Contea di Jefferson - est
- Contea di Franklin - sud-ovest
- Contea di Liberty - ovest

## Storia
Le antiche terre che in seguito vennero chiamate Contea di Wakulla furono la casa delle prime popolazioni indiane più di 12.000 anni fa. Nella zona furono trovate delle punte di pietra probabilmente usate allora per la caccia di mammut, mastodonti ed equini preistorici e per la propria difesa da molti altri animali come per esempio le tigri dai denti a sciabola.
Nel 1528 Pánfilo de Narváez trovò la via d'accesso all'odierna Contea di Wakulla da Tampa accampandosi alla confluenza tra il fiume St. Marks ed il fiume Wakulla. Nel 1539 Hernando DeSoto seguito dai suoi soldati si stabilì a San Marcos de Apalache (dal 1966 considerato sito storico).
Nel 1818 il generale Andrew Jackson invase il territorio di Wakulla prendendo possesso di San Marcos. Nel 1821 la Florida fu ceduta alle truppe degli U.S.
Guacara è la fonetica spagnola di una parola di origine indiana. Wakulla è la pronuncia indiana della parola Guacara.

## Città principali
- Sopchoppy
- St. Marks
- Crawfordville

## Politica
| Anno | Repubblicani | Democratici | Altri |
| ---- | ------------ | ----------- | ----- |
| 2004 | 57,6%        | 41,6%       | 0,8%  |
| 2000 | 52,5%        | 44,7%       | 2,7%  |
| 1996 | 40,9%        | 42,6%       | 16,4% |
| 1992 | 38,5%        | 24,6%       | 26,9% |
| 1988 | 65,7%        | 33,4%       | 0,9%  |